# Petunia Natural Park
Petunia Natural Park è un film del 1939 diretto da Friz Freleng. È il secondo e ultimo cortometraggio d'animazione a colori della serie The Captain and the Kids, uscito negli Stati Uniti il 4 gennaio 1939.

## Trama
Il Capitano, Tordella, Bibì, Bibò e l'Ispettore vanno in gita al Parco naturale di Petunia, e le loro peripezie vengono descritte da un narratore con cui a volte litigano. La comitiva è infatti protagonista di diverse gag, tra cui Tordella che viene fotografata da diversi orsi dopo aver scattato una foto a uno di loro e quindi finisce nei guai con la legge per aver raccolto un fiore, mentre il Capitano dà da mangiare a un orso che si rivela essere un poliziotto travestito. Sono presenti anche numerosi geyser, dove i bambini vanno a prendere l'acqua per il radiatore; questa fa partire l'auto a razzo lasciando a piedi il Capitano, che deve anche subire gli effetti dell'acqua che ha bevuto a sua volta.

## Distribuzione

### Edizione italiana
Il corto fu distribuito in Italia direttamente in VHS nel 1989; il doppiaggio fu eseguito a Milano.

### Edizioni home video
In America del Nord il corto fu inserito nella VHS del 1986 The Great Outdoors, mentre in Italia nella VHS Il magico mondo animato - Avventure nella foresta uscita nell'ottobre 1989; la videocassetta fu ristampata nel 1993 col titolo MGM Magic Cartoons vol. 3 - Avventure nella foresta.